# Oblakovo
Oblakovo (en macédonien Облаково) est un village du sud-est de la Macédoine du Nord, situé dans la municipalité de Bitola. Le village comptait 1 habitant en 2002.

## Démographie
Lors du recensement de 2002, le village comptait seulement un Macédonien.